# 도슈사이 샤라쿠
도슈사이 샤라쿠(일본어: 東洲斎写楽)는 에도 시대 중기의 우키요에 화가다. 간세이 6년(1794년) 5월부터 이듬해 간세이 7년(1795년) 3월까지 약 10개월의 기간 동안 약 145여점의 우키요에 작품을 출판하고 홀연히 우키요에계에서 사라진 정체 불명의 수수께끼 우키요에 화가로 알려져 있다. 본명, 생몰년도, 출생지 등은 긴 세월에 걸쳐 불명이며, 그 정체에 대한 다양한 연구가 이루어 왔지만, 정확히 밝혀진 바는 없다. 일본에서는 무려 수십명이 샤라쿠로 추정되고 있을 만큼 그의 존재를 밝혀내려는 노력이 계속되고 있다.

## 정체
일본 에도 시대의 고증학자 사이토 겟신(斎藤月岑)이 1844년에 저술한 《증보 우키요에 유고》(増補浮世絵類考)에는, 샤라쿠사이(写楽斎)의 항목에 속칭(俗称)은 사이토 주로베(斎藤十郎兵衛)로 핫초보리에 살며 아와국의 주후(州侯) 하치스카씨(蜂須賀家)가 고용한 노 연기자라고 기록되어 있다. (俗称斎藤十郎兵衛、八丁堀に住す。阿州侯の能役者也) 하치스카씨는 도쿠시마번의 번주 가문으로 핫초보리에 저택이 있었으며, 샤라쿠의 그림을 출판했던 쓰타야 주사부로(蔦屋重三郎)도 핫초보리에 가게가 있었다. ‘도-슈-사이’(東洲斎 とうしゅうさい[*])라는 이름은 ‘사이-토-주’(斎藤十 さいとうじゅう[*])라는 이름의 순서를 바꾼 것이면서 동시에 동쪽 섬이었던 핫초보리를 암시하는 말일 가능성이 있다. 또한 학자들의 연구를 통해 사이토 주로베가 실존했고 그가 핫초보리에 살았다는 기록도 사실로 밝혀지면서 현재는 사이토 주로베 설이 가장 유력한 설로 인정받고 있다.

### 김홍도설
한국에서는 수십 개의 샤라쿠 별인설(別人説) 중 작가 이영희가 1998년 일본에서 출간한 책 《또 한 명의 샤라쿠(もうひとりの写楽)》에서 주장한 김홍도 설이 가장 유명하다. 김홍도가 정조의 명을 받고 일본으로 건너가서 쓰시마섬의 지도를 그리고 에도에서 샤라쿠로 활동했다는 주장이며, 둘 다 발가락이 6개인 그림을 그린 적이 있다는 점 등을 근거로 내세우고 있다. 이 설을 기반으로 한 웹툰도 있다. 그러나 이 주장은 김홍도가 그 기간 동안 연풍 현감으로 있었다는 《조선왕조실록》의 기록으로 반박된다.